# Chloë (biblische Figur)
Chloë (griech. „die Grüne“) war eine in Korinth oder in Ephesus lebende Frau, vermutlich eine entlassene Sklavin, die nun selbst Sklaven für sich arbeiten ließ. 
Der Apostel Paulus erwähnt in seinem ersten Brief an die Gemeinde in Korinth, dass „die Leute der Chloë“ ihn von einem schwerwiegenden Streit in der Gemeinde unterrichtet hätten (1 Kor 1,11 ). 
Ob Chloë selbst dem christlichen Glauben anhing, lässt sich nicht mit Sicherheit sagen.